# Johann Giner der Ältere
Johann Giner der Ältere (* 8. Mai 1756 in Thaur, Tirol; † 20. April 1833 ebenda) war ein österreichischer Bildhauer und Krippenschnitzer. Sein und seiner Familie Wirken machte Thaur ein Jahrhundert lang zum Zentrum der Tiroler Krippenkunst.

## Leben
Johann Giner war der jüngere Sohn von Blasius Giner und dessen zweiter Frau Maria Wieser; sein Bruder war Romedius Giner, sein Halbbruder der Maler Franz Giner. Er war etwa seit 1770 Schüler des Bildhauers Josef Anton Renn in Imst. Der Tradition nach soll Giner auf seiner Wanderschaft nach München zu Ignaz Günther gekommen sein, wo er angeblich seine Meisterprüfung abgelegt haben soll. Danach kehrte er nach Thaur zurück, wo er als Holzbildhauer und Krippenschnitzer wirkte. 1788 übernahm er das väterliche Haus, den Blasiger-Erbhof in Thaur, der noch heute im Besitz seiner Nachkommen ist. Er heiratete 1796 Maria Lamparter, mit der er fünf Söhne und eine Tochter hatte, darunter den Krippenschnitzer Johann Giner den Jüngeren. Er zeichnete sich im Tiroler Freiheitskampf gegen die Franzosen besonders aus, sodass er 1797 einen Wappenbrief (1818 bestätigt) erhielt.

## Werk

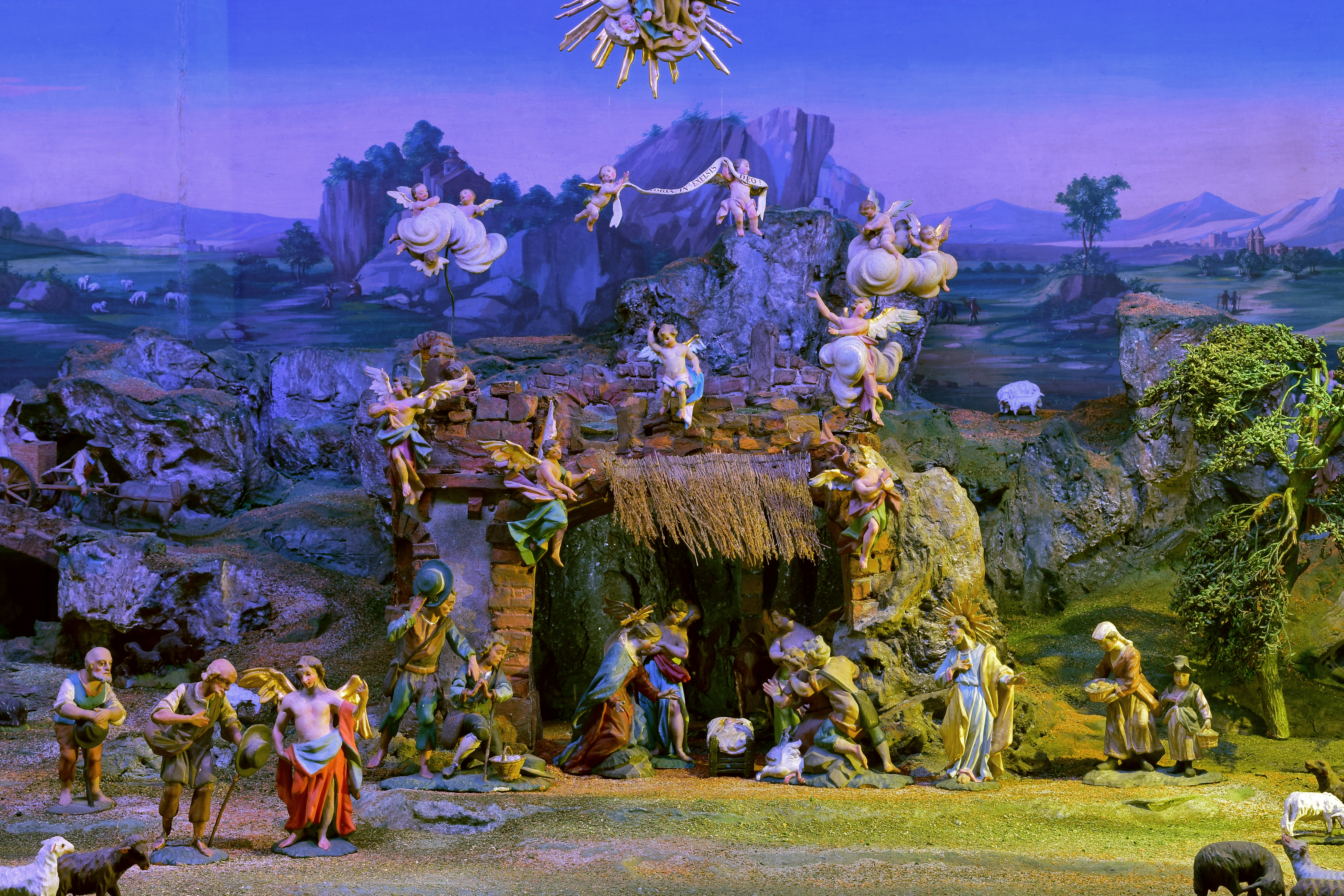
Brugger-Krippe mit Figuren von Johann Giner d. Ä. (Anfang 19. Jh.) im Tiroler Volkskunstmuseum

Johann Giner der Ältere betätigte sich ausschließlich als Holzbildhauer und -schnitzer. Zu seinen Werken zählen mehrere Figuren von Aposteln und Kirchenvätern am Hochaltar und an Seitenaltären der Pfarrkirche in Thaur und in der alten Pfarrkirche von Wattens, zwei Engel in der Innsbrucker Hofkirche, mehrere Kruzifixe, eine Maria in Gossensaß (1793) und die vier Evangelisten in Oberndorf bei Salzburg.
Überregionale Bedeutung erlangte er als Krippenschnitzer. Seine Krippen zählen zu den schönsten Tiroler Werken dieses Genres. Typisch für seine Gestaltungsweise ist sein Interesse am Verhältnis der Figuren zueinander, die oft paarweise auftreten, was eine Vernachlässigung der Gesamtkomposition der Krippe bewirkt. Viele der größeren Figuren (über 15 cm) haben meist Glasaugen. Giner stellte große Kirchenkrippen her (für Thaur, Breitenbach am Inn, Absam und den Salzburger Dom), die stilistisch bereits dem Klassizismus zuzurechnen sind, aber auch Hauskrippen, wie jene beim Schottenbauer in Thaur, im Krippenmuseum Brixen und im Tiroler Volkskunstmuseum, die noch mehr dem Rokoko verhaftet sind.

## Sonstiges
1983 veröffentlichte die Österreichische Post eine Weihnachtssondermarke mit Krippenfiguren von Johann Giner dem Älteren.